# Bactrocera anthracina
Bactrocera anthracina är en tvåvingeart som först beskrevs av Drew 1971.  Bactrocera anthracina ingår i släktet Bactrocera och familjen borrflugor. Inga underarter finns listade.